# Карачківці
Кара́чківці — село в Україні, у Гуменецькій сільській громаді Кам'янець-Подільського району Хмельницької області.

## Назва
Зафіксовано назви: Карасьова Лука, Карасівка, Карашівка, все в XVI столітті.

## Географія
Село розташоване на обох берегах річки Смотрич, на відстані близько 16,5 км. автошляхами від селища Смотрич, поблизу доріг Т 2321 та Т 2308 і за 8 км. від залізничної станції Балин.

### Клімат
Карачківці знаходяться в межах вологого континентального клімату із теплим літом.

## Історія
В селі Карачківці виявлено могильник доби бронзи, кургани та залишки городища давньоруських часів.
Перша згадка в документах про село датована 1564 роком.
Церква святої Трійці збудована в 1726 році.
У 1892 року в Карачківцях запрацювала церковно-парафіяльна школа.
Внаслідок поразки визвольних змагань на початку XX століття, село надовго окуповане російсько-більшовицькими загарбниками.
Радянська окупація принесла колективізацію та розкуркулення, мешканці села зазнали репресій.
У 1932–1933 роках селяни села пережили влаштований комуністами голодомор.
В матеріалі Й. Курновського згадується подвиг баби Харабихи - селянки Марії Мартинівни Хробачук, котра разом зі своїм чоловіком проживала біля лісу, над яром, та підчас війни врятувала євреїв.
З 24 серпня 1991 року село входить до складу незалежної України.
19 червня 2018 року внаслідок добровільного приєднання село приєдналось до складу Гуменецької сільської громади, до цього органом місцевого самоврядування була Циківська сільська рада.
19 липня 2020 року, в результаті адміністративно-територіальної реформи та ліквідації Чемеровецького району, село увійшло до складу Кам'янець-Подільського району.

## Населення
1830 року Карачківця проживало близько 700 жителів, а в 1908 року уже 787 людей.
Згідно з переписом УРСР 1989 року чисельність наявного населення села становила 318 осіб, з яких 130 чоловіків та 188 жінок.
За переписом населення України 2001 року в селі мешкала 231 особа. 100 % населення вказало своєю рідною мовою українську мову.

## Пам'ятки
- Троїцька церква (1853 рік).
- Старий цвинтар.
- Будівля колишньої церковно-приходської школи (1892 рік).
- Ландшафтний заказник «Сокіл».
- Водоспад «Дзюркач».

## Природоохоронні території
Біля села розташований ландшафтний заказник загальнодержавного значення «Сокіл», а також ландшафтний заказник місцевого значення Гора «Сокіл». Село лежить у межах національного природного парку «Подільські Товтри».

## Галерея

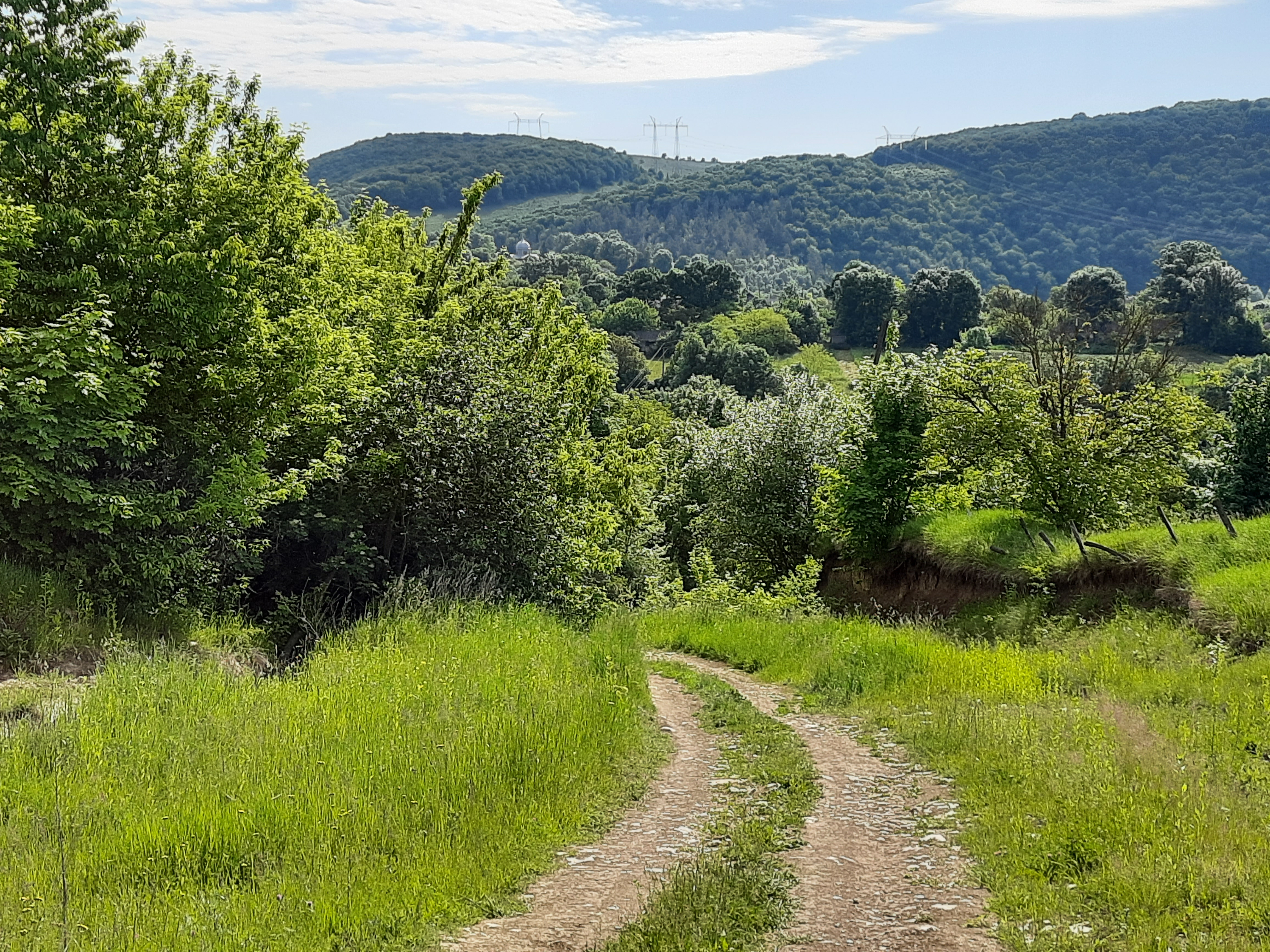
В'їзд у село з боку Білої
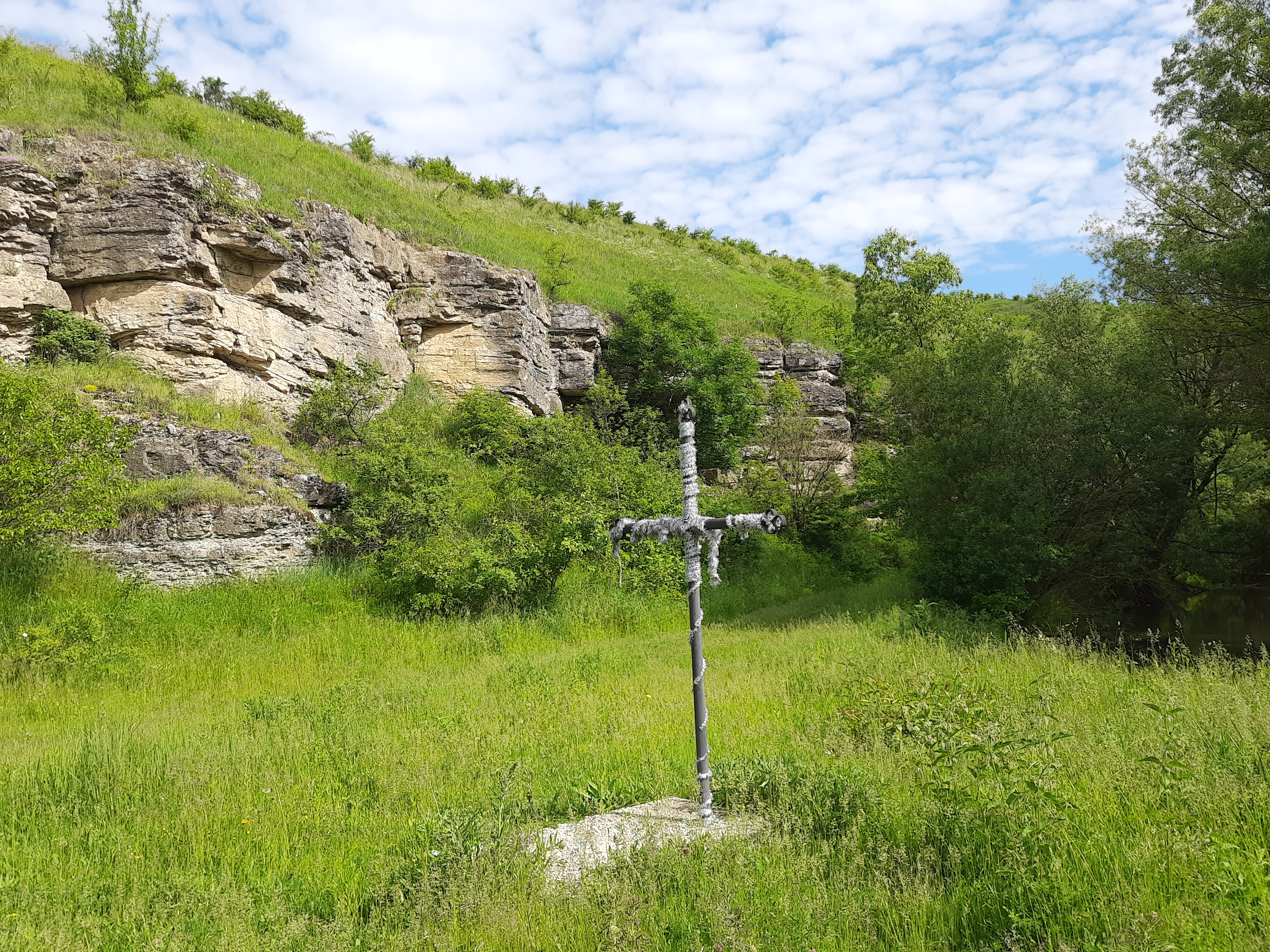
Пам'ятний хрест при в'їзді у село
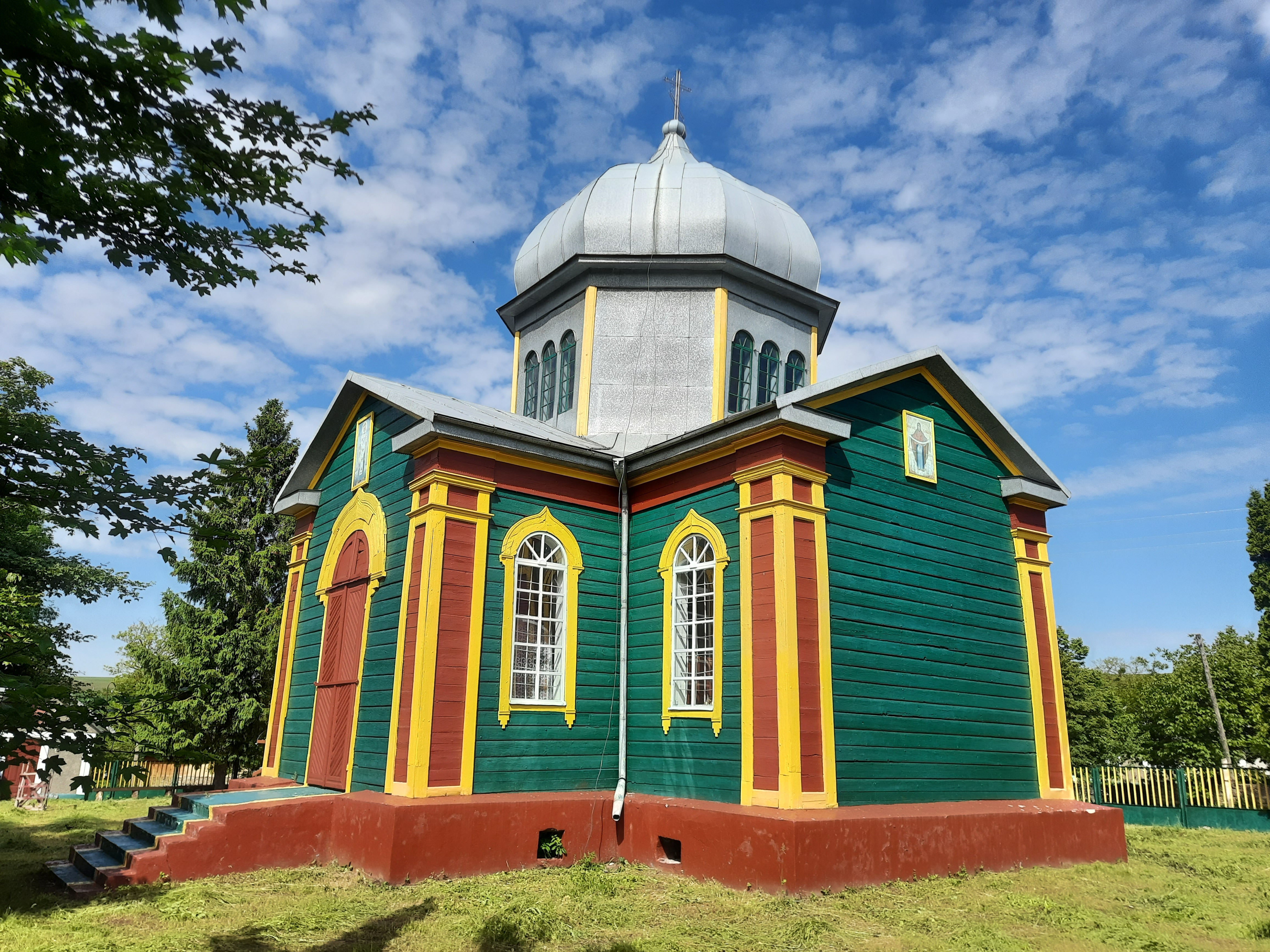
Троїцька церква 1853р
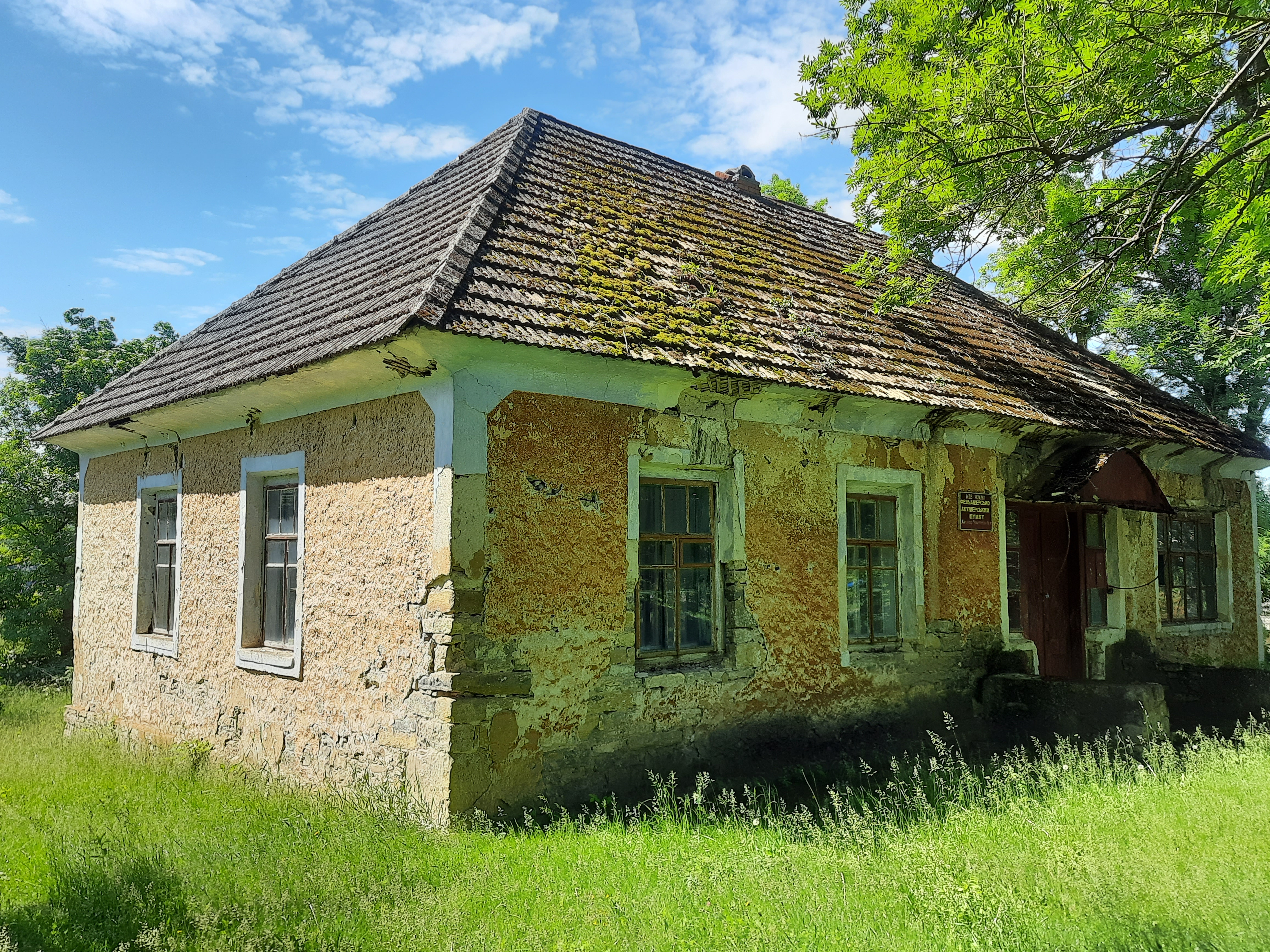
Будівля старої школи
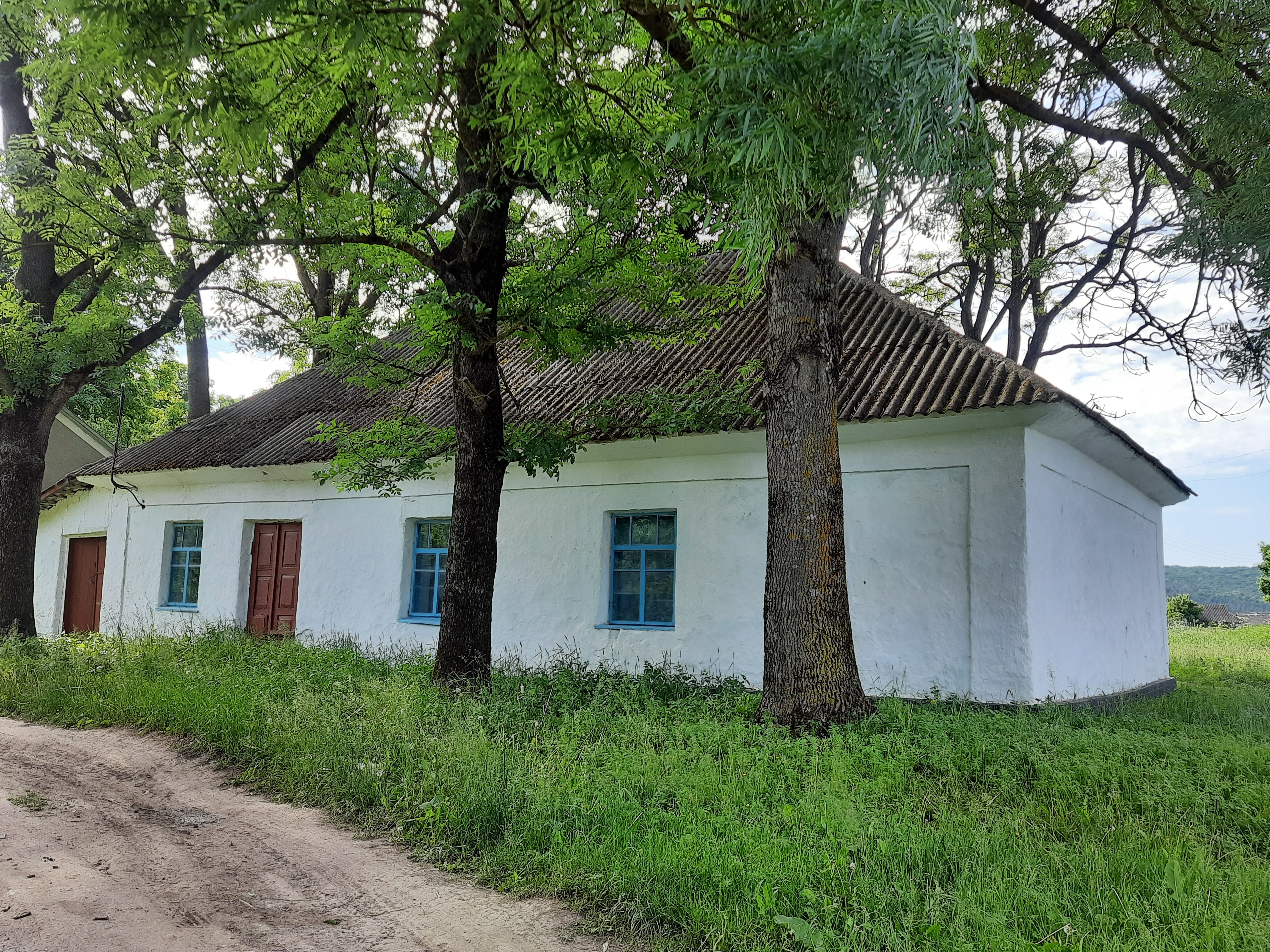
Клуб
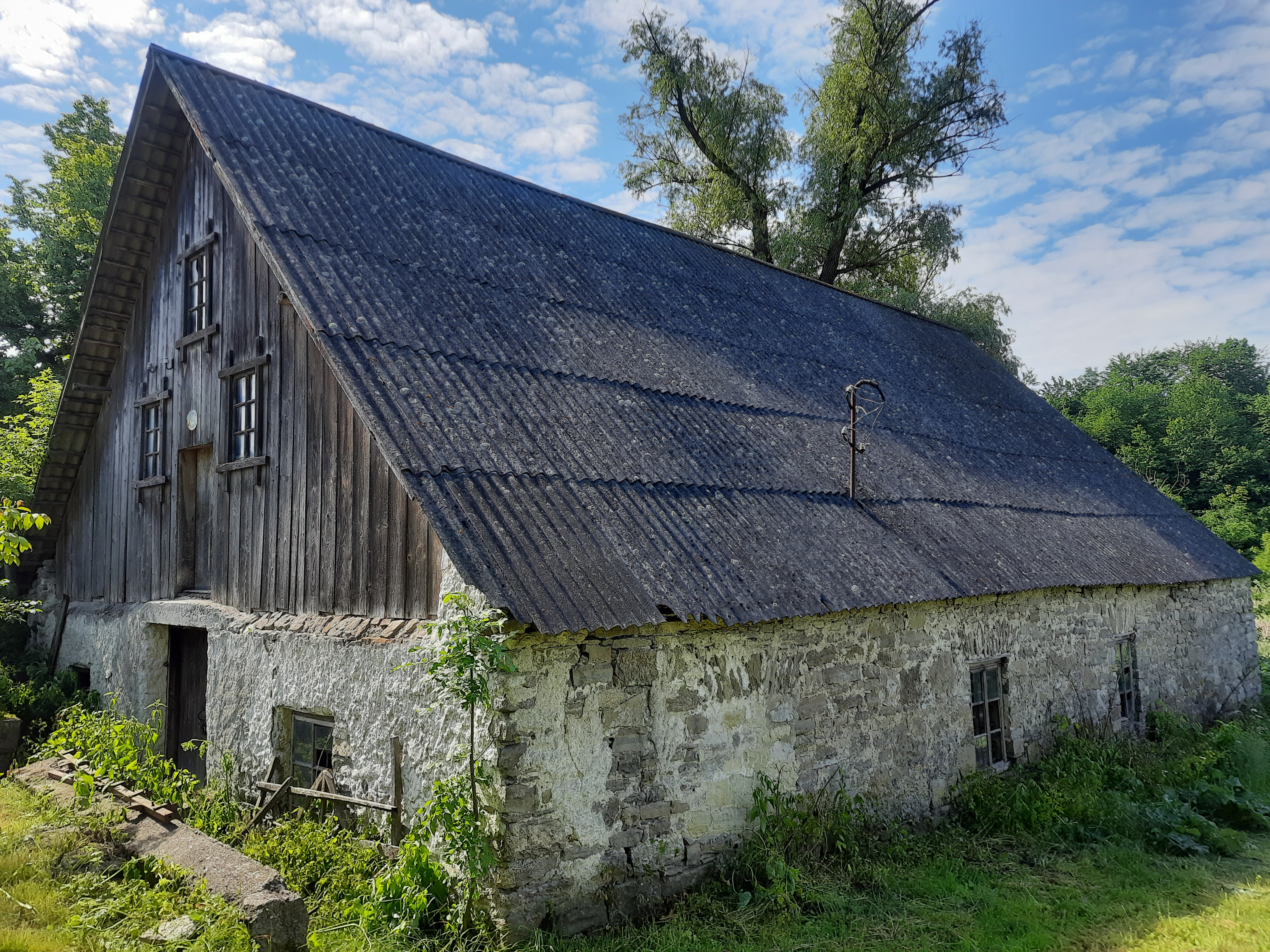
Старий млин
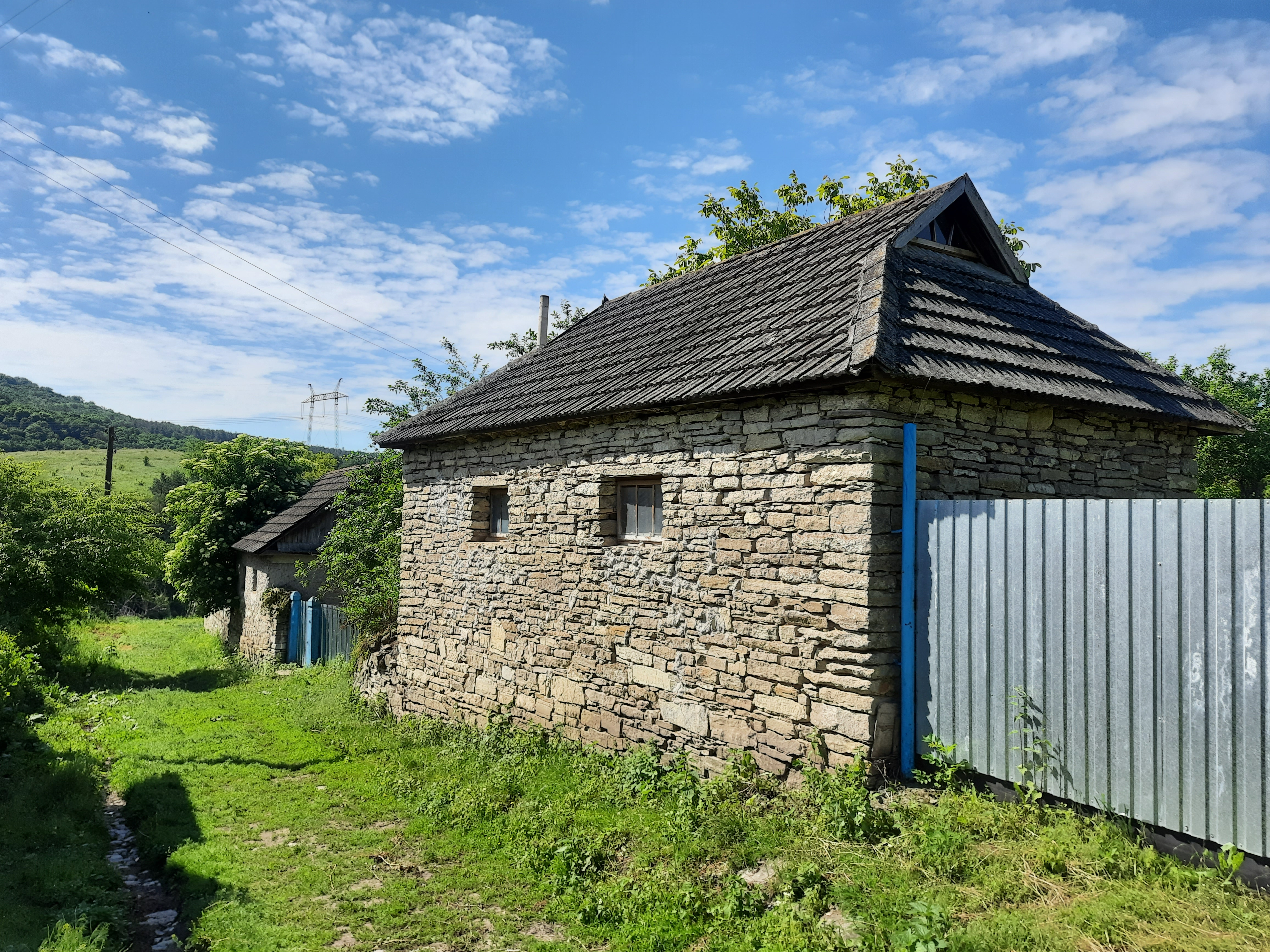
Сільська вулиця
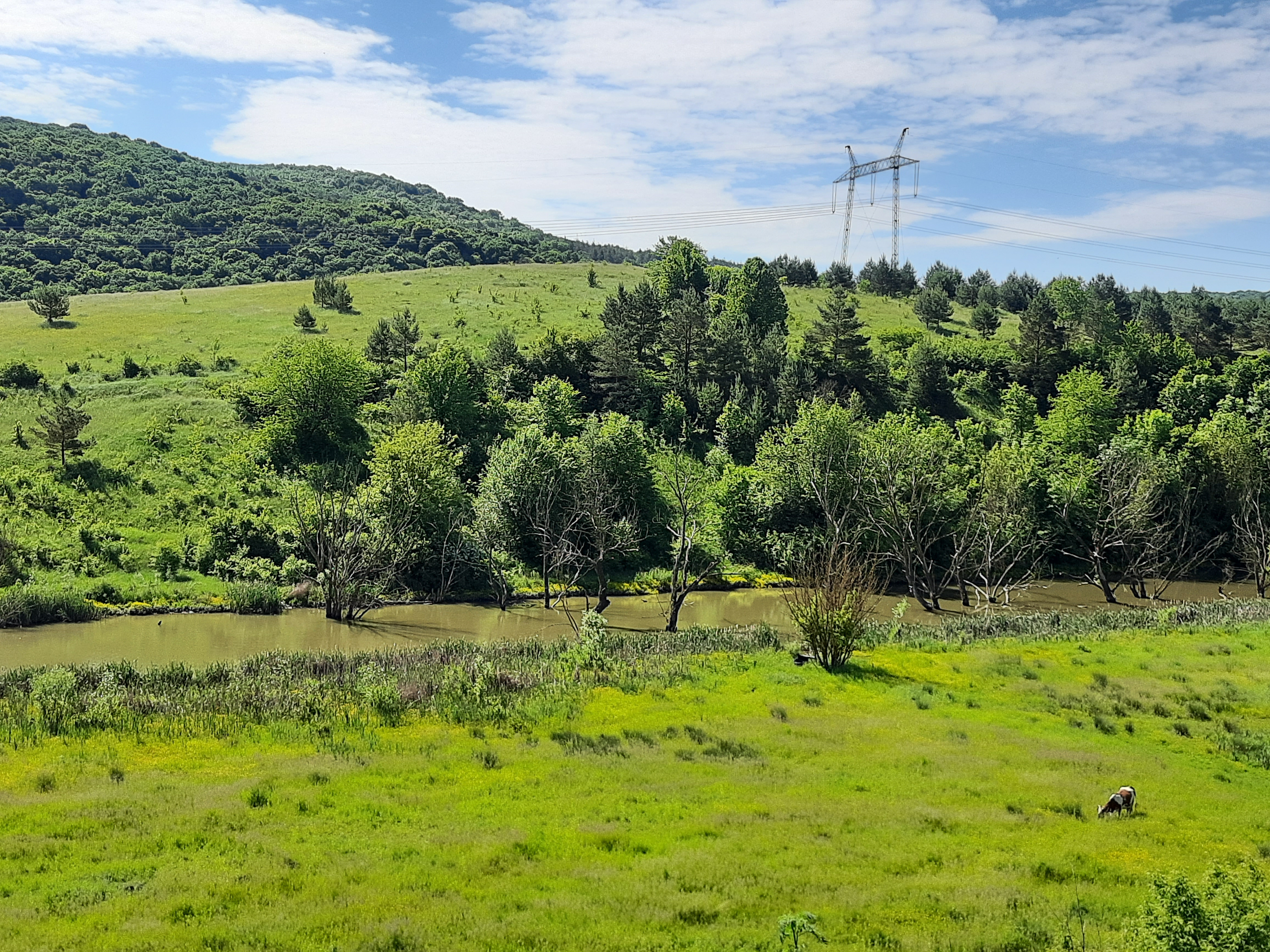
Сільські краєвиди